# Шейки Джейк
Джеймс Ди «Шейки Джейк» Харрис (англ. James D. «Shakey Jake» Harris); 12 апреля 1921, Эрл, Арканзас, США  — 2 марта 1990, Форрест-Сити, Арканзас, США) — американский блюзовый харпер, вокалист и автор песен. Номинант Blues Music Awards в категории «Перевыпущенный альбом» (1984). Дядя блюзового гитариста Мэджика Сэма.

## Биография
Родился в Арканзасе на небольшой ферме своих родителей. В возрасте семи лет переехал с семьёй в Чикаго. Восхищаясь стилем Сонни Боя Уильямсона II, Джеймс Харрис постепенно освоил азы игры на гармонике.
С 1930-х годов работал механиком, владельцем гаража, таксистом, поваром, а также профессионально играл в крэпс, откуда и пришло его прозвище Шейки (от «shake 'em», потряси их). С 1945 года играл в нескольких блюзовых группах Чикаго, но как профессиональный артист не ощущал себя до 1955 года
Его дебютной записью стал сингл «Call Me if You Need Me» / «Roll Your Moneymaker» выпущенный Artistic Records в 1958 году с гитаристами Мэджиком Сэмом и Силом Джонсоном. Продюсировал сингл Вилли Диксон. Шейки Джейк не получил денег за запись, но выиграл 700 долларов в крэпс у владельца Artistic Records . В 1960 году Bluesville Records выпустила альбом Шейки Джейка, записанный с джазовыми музыкантами Джеком Макдаффом и Биллом Дженнингсом: «неожиданный гибрид стилей, работающий лучше, чем можно было бы ожидать». Во втором альбоме 1961 года Mouth Harp Blues музыкант вернулся к более традиционному блюзовому стилю, и этот альбом считается лучшим в карьере музыканта. В 1962 году Шейки Джейк гастролировал в ходе успешного тура American Folk Blues Festival, куда его пригласил Вилли Диксон. В ходе этого турне Шейки Джейк подружился с Ти-Боун Уокером и даже выиграл у него туфли. Ти-Боун Уокером.
В течение 1960 годов Шейки Джейк много выступал в Чикаго и окрестностях вместе с Мэджиком Сэмом. В конце 1960-х годов благодаря усилиям музыканта Лютер Эллисон смог записать свой дебютный альбом, а потом Эллисон записался в альбоме Further On up the Road Шейки Джейка, который ещё в 1968 году переехал в Лос-Анджелес. В 1970-х и 1980-х Шейки Джейк продолжал выступать и записываться со многими музыкантами: Лайтнином Хопкинсом, Бадди Гаем, Эдди Шоу, Литтл Уолтером и даже с The Animals. Он также владел ночным клубом в Лос-Анджелесе Safara Club и собственным рекорд-лейблом Good Time Records, но в проблемы со здоровьем вынудили его вернуться в Арканзас, где он и умер 2 марта 1990 года в больнице Baptist Memorial Hospital.
«Хотя про него часто не вспоминают, но Шейки Джейк сыграл важную роль в создании поджанра блюза, который позже назовут вест-сайд-блюз, блюз Западной стороны [Чикаго]. Многие песни Мэджика Сэма были написаны и аранжированы его дядей». 

## Избранная дискография
Полная дискография Шейки Джейка

### Синглы
- «Call Me if You Need Me» / «Roll Your Moneymaker» (1958), Artistic
- «Respect Me Baby» / «A Hard Road» (1966), The Blues[4]

### Альбомы
- Good Times (Bluesville, 1960)
- Mouth Harp Blues (Bluesville, 1961)
- Further on Up the Road, под названием Shakey Jake and the All Stars (World Pacific, 1969)
- The Devil's Harmonica (1972), Polydor
- The Key Won't Fit (1984), Murray Brothers[5]

C Мэджиком Сэмом.'
- Magic Touch (Black Magic, 1966 [1983])
- The Magic Sam Legacy (Delmark, 1967 [1989])